# Rent a Girlfriend
Rent a Girlfriend (彼女、お借りします?, Kanojo, okarishimasu, lett. "Fidanzata… a noleggio"), noto anche con l'abbreviazione Kanokari (かのかり?), è un manga shōnen scritto e disegnato da Reiji Miyajima, serializzato su Weekly Shōnen Magazine di Kōdansha dal 12 luglio 2017. La versione italiana è stata annunciata da Edizioni BD, mediante la propria etichetta J-Pop, e viene pubblicata dal 24 febbraio 2021.
Il manga ha avuto uno spin-off, a cura del medesimo autore e incentrato sulla co-protagonista Sumi Sakurasawa, intitolato Kanojo, hitomishirimasu (彼女、人見知ります? lett. "Fidanzata... troppo timida"); una serie televisiva anime in tre stagioni è stata inoltre trasmessa su MBS dal 10 luglio 2020.
Un adattamento televisivo anime prodotto da TMS Entertainmen, è andato in onda dal 10 luglio al 25 settembre 2020 nel contenitore Super Animeism di MBS. Una seconda stagione è stata trasmessa dal 1º luglio al 16 settembre 2022. Una terza stagione è andata in onda dal 7 luglio al 29 settembre 2023. Una quarta stagione va in onda dal 1º luglio 2025. Un adattamento televisivo live-action è stato trasmesso dal 3 luglio al 25 settembre 2022.

## Trama

### Volumi 1-10
Kazuya Kinoshita, ragazzo di vent'anni vergine, dopo essere stato lasciato dalla fidanzata Mami Nanami, decide di iscriversi al servizio Diamond e noleggiare per un'ora una "fidanzata", al costo di 5000 yen; attratto dalla foto del suo profilo, Kazuya sceglie Chizuru Mizuhara, una sua coetanea che al primo incontro si dimostra la sua "ragazza dei sogni". La sera stessa, ripensando all'accaduto, il giovane si convince tuttavia che la ragazza abbia voluto soltanto giocare con i suoi sentimenti, e scrive una recensione negativa. A un incontro successivo, Chizuru rinfaccia a Kazuya il suo comportamento, mostrando una personalità forte e decisa, oltre che completamente diversa da quella usata per lavoro; nel corso della discussione, Kazuya riceve tuttavia una chiamata ed è costretto a recarsi all'ospedale, dove sua nonna era stata ricoverata per un malore.
Poiché il "noleggio" non era ancora scaduto, la ragazza decide di seguire Kazuya all'ospedale e si presenta come sua fidanzata; la nonna del giovane rimane entusiasta, mostrando fin da subito simpatia per Chizuru. Il giorno seguente, Kazuya scopre non solo che Chizuru frequenta la sua stessa università — indossando un travestimento per non farsi riconoscere — ma che è anche la sua vicina di casa. Sebbene Chizuru inizialmente non intenda proseguire il "noleggio", essendo contro le politiche della società mescolare il lavoro alla vita privata, accetta per non far soffrire la nonna di Kazuya; peraltro, quest'ultima era diventata amica della nonna della giovane, la quale era anch'essa venuta a conoscenza della relazione.
Mami scopre tuttavia la vera natura del "rapporto" tra i due e cerca di impedirlo; similmente Ruka Sarashina, un'altra ragazza a noleggio, si innamora di Kazuya e assume nei suoi confronti comportamenti morbosi, tanto da "costringerlo" a concedergli un periodo di fidanzamento di prova. Nel frattempo, Kazuya viene a conoscenza delle motivazioni che avevano spinto Chizuru a diventare una ragazza a noleggio: il suo sogno di diventare attrice, la necessità di ottenere del denaro per frequentare un'accademia e contemporaneamente l'aver bisogno di "esercitarsi nella recitazione"; lo scopo finale sarebbe stato apparire in un film prima della morte di sua nonna, alla quale era estremamente legata.

### Volumi 11+
Il giovane cerca di aiutare Chizuru in ogni modo, organizzando anche una campagna di raccolta fondi su Internet, gesto che colpisce profondamente la ragazza; quest'ultima, pur cercando di mantenere esclusivamente un "cordiale rapporto tra vicini di casa", si accorge di non essere più per lui una semplice fidanzata a noleggio. Kazuya invece è certo dei suoi sentimenti nei confronti di Chizuru e tenta anche di dichiararsi a lei; tuttavia, a causa di numerosi inconvenienti, della presenza di Mami e Ruka e temendo che Chizuru non ricambi ciò che prova, non riesce a trovare il coraggio definitivo per agire. Kazuya entra poi in contatto con due ragazze dal carattere diametralmente opposto: Sumi Sakurasawa e Mini Yaemori; la prima è una fidanzata a noleggio estremamente timida con il sogno di diventare una idol, la seconda una youtuber che diventa vicina di casa del ragazzo.
Spinto dalle due ragazze, che cercano di farlo dichiarare a Chizuru, Kazuya riesce infine a terminare le riprese della pellicola e Chizuru ha modo di mostrare il lavoro svolto alla nonna, che poco dopo muore. Nel frattempo Kazuya decide di stare vicino a Chizuru, così da farle superare il triste momento: la ragazza, pur cercando di non farlo vedere a nessuno, viene infatti colta da improvvisi attacchi di tristezza nel ricordare i momenti passati con la nonna. Kazuya decide infine di spendere i propri risparmi per noleggiare Chizuru un giorno intero, e farla realmente divertire; la ragazza inizia così a comprendere quanto il giovane abbia fatto e continui a fare per lei, pur non essendo sicura dei propri sentimenti e incerta sul futuro.

## Personaggi

### Principali
Kazuya Kinoshita (木ノ下 和也?, Kinoshita Kazuya)
Doppiato da: Shun Horie (ed. giapponese), Stefano Pozzi (ed. italiana)
Interpretato nel live-action da: Ryusei Onishi
Uno studente universitario di 20 anni che vive a Tokyo. Dopo una dolorosa rottura con la sua fidanzata Mami Nanami, decide di noleggiare una ragazza. Ben presto però si trova nella situazione di continuare a "noleggiare" Chizuru per mantenere l'apparenza di essere fidanzato con la sua famiglia e gli amici. Sviluppa così dei sentimenti romantici nei suoi confronti. Ha una personalità indecisa e a volte ha paura di apparire come un perdente per via dei suoi secondi fini, ritrovandosi spesso a mentire. D'altra parte è un ragazzo molto gentile che ama prendersi cura delle persone intorno a lui. Lo si può considerare come un antieroe classico, un ragazzo medio in preda alle sue frustrazioni e ai suoi impulsi, indeciso e con un cuore d'oro nonostante i numerosi difetti. A differenza di Chizuru, non è quasi per nulla in grado di controllare le sue emozioni e i suoi impulsi. Il suo compleanno è il 1º giugno.
Chizuru Mizuhara (水原 千鶴?, Mizuhara Chizuru) / Chizuru Ichinose (一ノ瀬 ちづる?, Ichinose Chizuru)
Doppiata da: Sora Amamiya (ed. giapponese), Federica Simonelli (ed. italiana)
Interpretata nel live-action da: Hiyori Sakurada
Una studentessa universitaria che si presenta come ragazza a noleggio per la società Diamond. È orgogliosa delle sue recensioni eccezionali nel servizio che svolge, ma si irrita quando Kazuya la mette in imbarazzo e le invia una recensione negativa. A scuola, porta il cognome di sua nonna (Ichinose) e si presenta con un look da nerd costituito da grandi occhiali con una montatura scura e un'acconciatura con trecce intrecciate. Si scopre ben presto che Chizuru e Kazuya sono vicini di casa, ed entrambi vivono in due appartamenti vicini nello stesso palazzo. Continua a far sì che Kazuya noleggi i suoi servizi per aiutare sia sua nonna economicamente che il ragazzo a svilupparsi come persona. Successivamente viene rivelato che il motivo per cui si è unita all'attività delle ragazze a noleggio è di poter sviluppare un'esperienza simile a quella di un gioco di ruolo e diventare un'attrice. Avendo un passato difficile ed essendo cresciuta soltanto con i nonni, ha sviluppato un carattere molto serio, apparentemente un po' duro e scontroso (in particolare, si arrabbia spesso con Kazuya per la sua tendenza a mentire), ma in realtà è una ragazza molto gentile e che si prende cura degli altri. Sa essere molto pragmatica e utilizzare facciate e comportamenti differenti a seconda delle situazioni. Il suo compleanno è il 19 aprile.
Mami Nanami (七海 麻美?, Nanami Mami)
Doppiata da: Aoi Yūki (ed. giapponese), Camilla Villani (ed. italiana)
Interpretata nel live-action da: Shiori Akita
L'ex ragazza di Kazuya. Ha i capelli biondi corti. All'apparenza sembra essere una persona amichevole, ma dentro di sé nutre dei forti sentimenti di gelosia e possessione che a volte spaventano i suoi amici. Rimane decisamente sorpresa quando scopre che Kazuya abbia trovato un'altra ragazza dopo un solo mese dopo averlo scaricato, così comincia a sospettare che Kazuya nasconda qualcosa. È estremamente crudele, meschina e manipolatrice; finisce per scoprire la verità su Chizuru, noleggiandola successivamente utilizzando un'identità fittizia. Il suo compleanno è il 13 novembre.
Ruka Sarashina (更科 るか?, Sarashina Ruka)
Doppiata da: Nao Tōyama (ed. giapponese), Elena Cavalli Carbone (ed. italiana)
Interpretata nel live-action da: Mio Kudo
Una ragazza che viene presentata come l'amica della ragazza di Kazuya, sebbene lavori anche lei in una società di ragazze a noleggio. Desidera di voler uscire con Kazuya per davvero dopo aver visto quanto gentilmente e appassionatamente tratta sia Chizuru che lei. Ha una condizione di salute particolare, dove ha una frequenza cardiaca bassa che controlla periodicamente, tuttavia Kazuya si rivela essere il primo ragazzo che l'ha aumentata facendola stare meglio. Indossa un nastro sui capelli, è aggressiva, immatura ed egocentrica, ma ciononostante non è lontanamente paragonabile a Mami, e il suo atteggiamento possessivo nei confronti di Kazuya è dovuto alla sua condizione di salute e all'età inferiore agli altri personaggi, avendo solo 17 anni. Il suo compleanno è il 26 agosto.
Sumi Sakurasawa (桜沢 墨?, Sakurasawa Sumi)
Doppiata da: Rie Takahashi (ed. giapponese), Laura Valastro (ed. italiana)
Interpretata nel live-action da: Aika Sawaguchi
Un'altra ragazza che lavora anche lei come ragazza a noleggio nella stessa compagnia di Chizuru. È al suo primo anno di università ed è una nuova arrivata nel settore. Ha i capelli rosa con una treccia disegnata su un lato. Dolce, diligente e premurosa, ha però una personalità alquanto timida; tuttavia, su sollecitazione di Chizuru, esce con Kazuya per migliorare le sue abilità come fidanzata a noleggio, sviluppando in seguito dei sentimenti per lui. Il suo compleanno è il 20 marzo.
Mini Yaemori (八重森 みに?, Yaemori Mini)
Doppiata da: Yu Serizawa (ed. giapponese)
Nuova vicina di casa di Kazuya e Chizuru. È una streamer e cosplayer provetta, aiuta Kazuya nel crowdfunding per la realizzazione del film autoprodotto (che avrà come attrice protagonista Chizuru Ichinose), frutto di una promessa fatta alla stessa Chizuru per esaudire il sogno di sua nonna Sayuri di vedere la nipote sul grande schermo. Allo stesso tempo incoraggia il ragazzo a mettersi una volta per tutte con Chizuru. È un po' impulsiva e immatura, ma anche molto ottimista, simpatica e allegra, e si dimostra un'ottima amica per i protagonisti.

### Secondari
Nagomi Kinoshita (木ノ下 和?, Kinoshita Nagomi)
Doppiata da: Yukari Nozawa (ed. giapponese), Stefania Patruno (ed. italiana)
Interpretata nel live-action da: Hana Kino
La nonna materna di Kazuya. È entusiasta di scoprire che Kazuya e Chizuru sono una coppia. È proprietaria di un konbini di attività familiare insieme a Kazuo e Harumi, ossia i genitori di Kazuya, ed anche la migliore amica di Sayuri Ichinose, nonna di Chizuru, che ha conosciuto durante la degenza in ospedale.
Yoshiaki Kibe (木部 芳秋?, Kibe Yoshiaki)
Doppiato da: Masayuki Akasaka (ed. giapponese), Davide Farronato (ed. italiana)
Interpretato nel live-action da: Shunya Kaneko
Amico d'infanzia di Kazuya e compagno di scuola universitaria. Un po' brusco, ma di buon cuore, di tanto in tanto dà a Kazuya dei consigli su come affrontare le sue relazioni.
Shun Kuribayashi (栗林 駿?, Kuribayashi Shun)
Doppiato da: Gakuto Kajiwara (ed. giapponese), Stefano Lucchelli (ed. italiana)
Interpretato nel live-action da: Kosuke Suzuki
Amico di Kazuya e compagno di università. Grazie a lui, Kazuya conosce Ruka Sarashina, che inizialmente era una ragazza a noleggio (salvo poi infatuarsi perdutamente del protagonista). Ha i capelli corti di colore chiaro e porta gli occhiali. È il più mite e tranquillo del gruppo di amici di Kazuya.
Sayuri Ichinose (一ノ瀬 小百合?, Ichinose Sayuri)
Doppiata da: Sayuri Sadaoka (ed. giapponese), Lorella De Luca (ed. italiana)
Interpretata nel live-action da: Mayumi Asaka
La nonna materna di Chizuru. In passato era un'attrice e da lei la nipote ha preso ispirazione per il suo sogno. Insieme a suo marito Katsuhito (morto quando Chizuru aveva appena 15 anni) ha cresciuto la nipote dopo la prematura scomparsa di Kasumi, ossia la madre di Chizuru.
Umi Nakano (中野 海?, Nakano Umi)
Doppiato da: Kaito Ishikawa (ed. giapponese), Andrea Oldani (ed. italiana)
Interpretato nel live-action da: Ryosuke Sato
Amico e compagno alla scuola di teatro di Chizuru. Inizialmente Kazuya credeva che lui fosse il ragazzo di Chizuru, salvo poi constatare di essersi sbagliato dopo le spiegazioni dei diretti interessati. È segratamente attirato da Chizuru, che tuttavia rifiuterà la sua proposta di andare a cena insieme.

## Media

### Manga

Logo ufficiale di Rent a Girlfriend

La serie è stata scritta e disegnata da Reiji Miyajima e serializzata da Kōdansha sulla rivista Weekly Shōnen Magazine dal 12 luglio 2017. I vari capitoli sono stati raccolti in quarantuno volumi tankōbon, e la serializzazione è ancora in corso. Un'edizione in inglese dell'opera viene pubblicata negli Stati Uniti a partire dal giugno 2020. Nel dicembre 2018 è stato pubblicato un capitolo crossover con la serie Senryū shōjo di Masakuni Igarashi, anch'essa pubblicata in contemporanea sullo Weekly Shōnen Magazine.
In Italia la serie è stata annunciata in occasione dell'edizione 2020 di Lucca Comics & Games e viene pubblicata da Edizioni BD sotto l'etichetta J-Pop a partire dal 24 febbraio 2021, con cadenza bimestrale. La traduzione dei testi è curata da Carlotta Spiga, con l'adattamento di Matteo De Marzo e il lettering curato da Mauro Saieva.

### Spin-off
Dall'opera è stato tratto uno spin-off incentrato sul personaggio di Sumi Sakurasawa, in cui viene approfondito il carattere della ragazza e viene spiegato il motivo per cui ha deciso di proporsi come "fidanzata in affitto", ossia quello di vincere la propria timidezza e diventare una celebre idol; nello spin-off vengono inoltre rivisti numerosi episodi del manga dal punto di vista della giovane.
Lo spin-off, intitolato Kanojo, hitomishirimasu (彼女、人見知ります? lett. "Fidanzata... troppo timida"), è disegnato dal medesimo autore della serie principale e pubblicato su Magazine Pocket di Kōdansha dal 21 giugno 2020, con cadenza variabile.

### Anime

Il secondo incontro dei due protagonisti, Chizuru Mizuhara e Kazuya Kinoshita, in una scena della serie animata

Un adattamento anime è stato annunciato il 15 dicembre 2019. La serie viene prodotta dallo studio d'animazione TMS Entertainment e diretta da Kazuomi Koga, la sceneggiatura è affidata a Mitsutaka Hirota, il character design è a cura di Kanna Hirayama mentre la colonna sonora è ad opera di Ken'ichi Maeyamada. La serie è stata trasmessa in Giappone dal 10 luglio al 25 settembre 2020 su MBS all'interno del contenitore Animeism, inoltre è stata mandata in onda anche su altre reti affiliate. La sigla d'apertura della serie è intitolata Centimeter (センチメートル?, Senchimētoru) ed è cantata dal gruppo J-Pop The Peggies, essa è stata anche utilizzata come sigla di chiusura per il primo episodio (sia della prima e sia della seconda stagione). Per gli episodi successivi, come sigle di chiusura sono state rispettivamente: Kokuhaku Bungee Jump (告白バンジージャンプ? lett. "Confessione Bungee Jump") cantata da Halca per gli episodi 2-6 e 8-11; First Drop (lett. "Prima goccia") cantata da Halca per l'episodio 7 e Kimi wo toshite (君を通して? lett. "Attraverso te") cantata da Sora Amamiya per l'episodio 12. La serie presenta un totale di dodici episodi. Crunchyroll si occupa di rendere disponibile la serie in simulcast in versione sottotitolata a livello internazionale. Il doppiaggio italiano della serie è a cura di Molok Studios con la direzione di Massimo Di Benedetto. I dialoghi italiani sono a cura di Stefano Lucchelli, Elena Rovati e Marta Ponti.
Una seconda stagione per l'anime è stata annunciata nel settembre 2020. Quest'ultima è stata trasmessa dal 1º luglio al 16 settembre 2022 e presenta come sigla di apertura Himitsu koi gokoro (ヒミツ恋ゴコロ? lett. "Cuore d'amore segreto"), cantata da CHiCO with HoneyWorks, e come sigla di chiusura Ienai (言えない? lett. "Non posso dirlo"), cantata da MIMiNARI feat asmi.
Nel settembre 2022 è stata annunciata una terza stagione. Quest'ultima è stata trasmessa dal 7 luglio al 29 settembre 2023 e Shinya Une sostituisce Kazuomi Koga come regista. La sigla di apertura è Renai Miri Film (恋愛ミリフィルム?, Renai Miri Firumu) di Halca mentre quella di chiusura è End Roll (エンドロール?, Endo Rōru) degli Amber's. Questa stagione è la prima ad avere due versioni video della sigla di apertura: la prima, utilizzata solo nel primo episodio, sempre con i personaggi delle due stagioni precedenti, e la seconda, utilizzata dal secondo episodio in poi, con l'aggiunta della new entry Mini Yaemori. Inoltre è la prima a non avere le anticipazioni dell'episodio successivo (presenti invece nelle due stagioni precedenti) a fine puntata.
L'11 luglio 2024 è stata annunciata la quarta stagione. Lo staff e il cast delle stagioni precedenti riprendono i loro ruoli e Kazuomi Koga ritorna come regista. La messa in onda è prevista in due parti, con la prima che ha debuttato in streaming il 1º luglio 2025 su DMM TV e che viene trasmessa in televisione dal 4 luglio successivo nel blocco di programmazione di Animeism. La sigla di apertura è Umitsuki delle ClariS, mentre la sigla finale è Boku no Vega (ぼくのベガ?, Boku no Bega) delle Regal Lily.

#### Episodi

##### Prima stagione
| Nº serie | Nº | Titolo italiano Giapponese 「Kanji」 - Rōmaji                              | In onda           | In onda        |
| Nº serie | Nº | Titolo italiano Giapponese 「Kanji」 - Rōmaji                              | Giapponese        | Italiano       |
| 1        | 1  | La ragazza a noleggio 「レンタル彼女」 - Rentaru kanojo                    | 10 luglio 2020    | 29 luglio 2025 |
| 2        | 2  | La ex e la ragazza 「元カノと彼女」 - Motokano to kanojo                   | 17 luglio 2020    | 29 luglio 2025 |
| 3        | 3  | Il mare e la ragazza 「海と彼女」 - Umi to kanojo                          | 24 luglio 2020    | 29 luglio 2025 |
| 4        | 4  | Gli amici e la ragazza 「友達と彼女」 - Tomodachi to kanojo                | 31 luglio 2020    | 29 luglio 2025 |
| 5        | 5  | Le terme e la ragazza 「温泉と彼女」 - Onsen to kanojo                     | 7 agosto 2020     | 29 luglio 2025 |
| 6        | 6  | La ragazza e la ragazza 「彼女と彼女」 - Kanojo to kanojo                  | 14 agosto 2020    | 29 luglio 2025 |
| 7        | 7  | La ragazza provvisoria e la ragazza 「仮カノと彼女」 - Kari kano to kanojo | 21 agosto 2020    | 29 luglio 2025 |
| 8        | 8  | Il Natale e la ragazza 「クリスマスと彼女」 - Kurisumasu to kanojo         | 28 agosto 2020    | 29 luglio 2025 |
| 9        | 9  | La balla e la ragazza 「嘘と彼女」 - Uso to kanojo                         | 4 settembre 2020  | 29 luglio 2025 |
| 10       | 10 | La ragazza dell'amico 「友達の彼女」 - Tomodachi no kanojo                 | 11 settembre 2020 | 29 luglio 2025 |
| 11       | 11 | La verità e la ragazza 「真実と彼女」 - Shinjitsu to kanojo                | 18 settembre 2020 | 29 luglio 2025 |
| 12       | 12 | La dichiarazione e la ragazza 「告白と彼女」 - Kokuhaku to kanojo          | 25 settembre 2020 | 29 luglio 2025 |

##### Seconda stagione
| Nº serie | Nº | Titolo italiano Giapponese 「Kanji」 - Rōmaji                   | In onda           | In onda |
| Nº serie | Nº | Titolo italiano Giapponese 「Kanji」 - Rōmaji                   | Giapponese        |         |
| 13       | 1  | Il sogno e la ragazza 「夢と彼女」 - Yume to kanojo             | 1º luglio 2022    |         |
| 14       | 2  | La solita ragazza 「いつもの彼女」 - Itsumo no kanojo           | 8 luglio 2022     |         |
| 15       | 3  | La ragazza reincarnata 「再来の彼女」 - Sairai no kanojo        | 15 luglio 2022    |         |
| 16       | 4  | La notte e la ragazza 「夜と彼女」 - Yoru to kanojo             | 22 luglio 2022    |         |
| 17       | 5  | Il compleanno e la ragazza 「誕生日と彼女」 - Tanjōbi to kanojo | 29 luglio 2022    |         |
| 18       | 6  | L'alcol e la ragazza 「酒と彼女」 - Sake to kanojo              | 5 agosto 2022     |         |
| 19       | 7  | La ex e la ragazza 「元カノとカノジョ」 - Moto kano to kanojo   | 12 agosto 2022    |         |
| 20       | 8  | La giovinezza e la ragazza 「青春と彼女」 - Seishun to kanojo   | 19 agosto 2022    |         |
| 21       | 9  | Il bacio e la ragazza 「キスと彼女」 - Kisu to kanojo           | 26 agosto 2022    |         |
| 22       | 10 | L'anello e la ragazza 「指輪と彼女」 - Yubiwa to kanojo         | 2 settembre 2022  |         |
| 23       | 11 | Le premure e la ragazza 「お饗しと彼女」 - Omotenashi to kanojo | 9 settembre 2022  |         |
| 24       | 12 | La ragazza e io 「彼女と俺」 - Kanojo to ore                    | 16 settembre 2022 |         |

##### Terza stagione
| Nº serie | Nº | Titolo italiano Giapponese 「Kanji」 - Rōmaji                                     | In onda           | In onda |
| Nº serie | Nº | Titolo italiano Giapponese 「Kanji」 - Rōmaji                                     | Giapponese        |         |
| 25       | 1  | La cucina casalinga e la ragazza 「手料理と彼女」 - Teryōri to kanojo             | 7 luglio 2023     |         |
| 26       | 2  | La ragazza della stanza accanto 「隣室の彼女」 - Rinshitsu no kanojo              | 14 luglio 2023    |         |
| 27       | 3  | L'esperta e la ragazza 「経験者と彼女」 - Keikensha to kanojo                     | 21 luglio 2023    |         |
| 28       | 4  | L'ultimo giorno e la ragazza 「最終日と彼女」 - Saishūbi to kanojo                | 28 luglio 2023    |         |
| 29       | 5  | Le riprese e la ragazza 「撮影と彼女」 - Satsuei to kanojo                        | 4 agosto 2023     |         |
| 30       | 6  | L'ultima scena e la ragazza 「ラストシーンと彼女」 - Rasuto Shīn to kanojo        | 11 agosto 2023    |         |
| 31       | 7  | Kazuya e la ragazza 「和也と彼女」 - Kazuya to kanojo                             | 18 agosto 2023    |         |
| 32       | 8  | La famiglia e la ragazza 「家族と彼女」 - Kazoku to kanojo                        | 1º settembre 2023 |         |
| 33       | 9  | Il commiato e la ragazza 「お別れと彼女」 - Owakare to kanojo                     | 8 settembre 2023  |         |
| 34       | 10 | Il viaggio inaspettato e la ragazza 「突発旅行と彼女」 - Toppatsu ryokō to kanojo | 15 settembre 2023 |         |
| 35       | 11 | La ragazza e il ragazzo 「彼女と彼氏」 - Kanojo to kareshi                        | 22 settembre 2023 |         |
| 36       | 12 | La ragazza ideale e la ragazza 「理想の彼女と彼女」 - Risō no kanojo to kanojo    | 29 settembre 2023 |         |

##### Quarta stagione
Questa lista è suscettibile di variazioni e potrebbe essere incompleta o non aggiornata.

| Nº serie | Nº | Titolo italiano Giapponese 「Kanji」 - Rōmaji                                                | In onda        | In onda |
| Nº serie | Nº | Titolo italiano Giapponese 「Kanji」 - Rōmaji                                                | Giapponese     |         |
| 37       | 1  | La solita vita e la ragazza 「日常と彼女」 - Nichijō to kanojo                               | 1° luglio 2025 |         |
| 38       | 2  | I sospiri e la ragazza 「溜め息と彼女」 - Tameiki to kanojo                                  | 8 luglio 2025  |         |
| 39       | 3  | Daikanyama e la ragazza 「代官山と彼女」 - Daikanyama to kanojo                              | 15 luglio 2025 |         |
| 40       | 4  | La decisione e la ragazza 「決意と彼女」 - Ketsui to kanojo                                  | 22 luglio 2025 |         |
| 41       | 5  | Quel momento e la ragazza 「その時と彼女」 - Sono toki to kanojo                             | 29 luglio 2025 |         |
| 42       | 6  | Il viaggio di famiglia e la ragazza 「家族旅行と彼女」 - Kazoku ryokō to kanojo              | 5 agosto 2025  |         |
| 43       | 7  | L'Hawaiians e la ragazza 「ハワイアンズと彼女」 - Hawaianzu to kanojo                        | 12 agosto 2025 |         |
| 44       | 8  | Il laccio e la ragazza 「紐と彼女」 - Himo to kanojo                                         | 19 agosto 2025 |         |
| 45       | 9  | Il ricordo della prima volta e la ragazza 「初めて記念と彼女」 - Hajimete no kinen to kanojo | 26 agosto 2025 |         |

### Dorama
Un adattamento televisivo live-action è stato trasmesso su ABC e TV Asahi dal 3 luglio al 25 settembre 2022 per un totale di 10 episodi. Gli attori Ryūsei Ōnishi e Hiyori Sakurada interpretano rispettivamente Kazuya e Chizuru. In Italia il dorama è distribuito sulla piattaforma Rakuten Viki in versione sottotitolata dal 27 gennaio 2023.

## Accoglienza
Nel sondaggio Manga Sōsenkyo 2021 indetto da TV Asahi, 150 000 persone hanno votato la loro top 100 delle serie manga e Rent a Girlfriend si è classificata al 94º posto.